# سیارک ۲۴۳۷۲
سیارک ۲۴۳۷۲ (به انگلیسی: 24372 Timobauman، نامگذاری:2000AG140) بیست و چهار هزار و سیصد و هفتاد و دومین سیارک کشف شده‌است که در ۵ ژانویه ۲۰۰۰ کشف شد.
قدر مطلق سیارک برابر ۱۰.۲ است.